# カイザー・チーフスFC
カイザー・チーフスFC（英: Kaizer Chiefs Football Club）は、南アフリカ共和国北東部の都市、ヨハネスブルグのソウェトにホームタウンとするプロサッカークラブである。チーフスが創設される前年の1969年、ソウェトのオーランド・パイレーツでは、一部の選手たちが経営陣と対立してクラブから追放されていた。 自身もかつてパイレーツに在籍し、当時はNASLのアトランタ・チーフスでプレーしていた黒人のカイザー・モタウングは、追放された選手たちを含むカイザーXI（Kaizer XI）というチームを結成し、国内各地でフレンドリーマッチを行った。カイザー・チーフスはカイザーXIから発展する形で1970年1月7日に公式にクラブとして創設された。 クラブの名前とエンブレムには、モタウングがプレーしていたアトランタ・チーフスのものが採用された。
1974年に最初のリーグ（当時は人種別にリーグが分かれており、チーフスが参加していたのはNPSLという黒人リーグ）優勝を果たした。 2010年6月現在、リーグ、ネドバンク・カップ（主要カップ戦）、テルコム・ノックアウト（リーグカップ）、MTN 8（リーグ上位8チームによるカップ戦）のいずれにおいても優勝回数の最多記録を有している。 2001年に初の大陸タイトルとなるアフリカンカップウィナーズカップに優勝し、2002年にはCAFが主催するアワードにおいてアフリカ年間最優秀クラブに選ばれた。
愛称のアマコシ(Amakhosi)はズールー語でチーフス（Chiefs、首長）を意味する。オーランド・パイレーツとの国内2大人気クラブによるソウェト・ダービー（Soweto Derby）の盛り上がりは世界的なビッグマッチに比肩するといわれる。
また、2010年には新本拠地アマコシ・スタジアムが完成予定だったが、資金難によって計画が頓挫し建設の着工は今もなお停滞している。完成すればクラブ独自のスタジアムを所有する、南アフリカ国内で最初のクラブとなっていた。

## タイトル

### 国内タイトル
- リーグ：12回（NPSL：5回、NSL：3回、PSL：4回）[5]
  - 1974, 1977, 1979, 1981, 1984, 1989, 1991, 1992, 2003-04, 2004-05, 2012-13, 2014-15

- ネドバンク・カップ：13回[9]
  - 1971, 1972, 1975, 1977, 1979, 1981, 1982, 1984, 1987, 1992, 2000, 2006, 2013

- リーグカップ：12回[10]
  - 1983, 1984, 1986, 1988, 1989, 1997, 1998, 2001, 2003, 2004, 2007, 2010

- MTN 8：15回[11]
  - 1974, 1976, 1977, 1981, 1982, 1985, 1987, 1989, 1991, 1992, 1994, 2001, 2006, 2008, 2014

- テルコム・チャリティカップ：12回[12]
  - 1986, 1987, 1988, 1989, 1990, 1994, 1996, 1998, 2002, 2003, 2010, 2014

### 国際タイトル
- アフリカンカップウィナーズカップ：1回
  - 2001

- ボーダコム・チャレンジ：5回
  - 2000, 2001, 2003, 2006, 2009

## 歴代監督
- カイザー・モタウング 1973-1974, 1977-1978
- テッド・ドゥミトル 1985-1988, 2003-2005
- フィリップ・トルシエ 1994
- ムフシン・エルトゥーラル 1999-2002, 2007-2009
- スチュワート・バクスター 2012-2015

## 歴代在籍選手
- ルーカス・ラデベ 1990-1994
- シヤボンガ・ノンベテ 1998-2001
- イトゥメレング・クーン 2004-
- シフィウェ・チャバララ 2007-
- ナレッジ・ムソナ 2009-2011, 2013-2014
- シボニソ・ガクサ 2012-